# Boss (videogiochi)

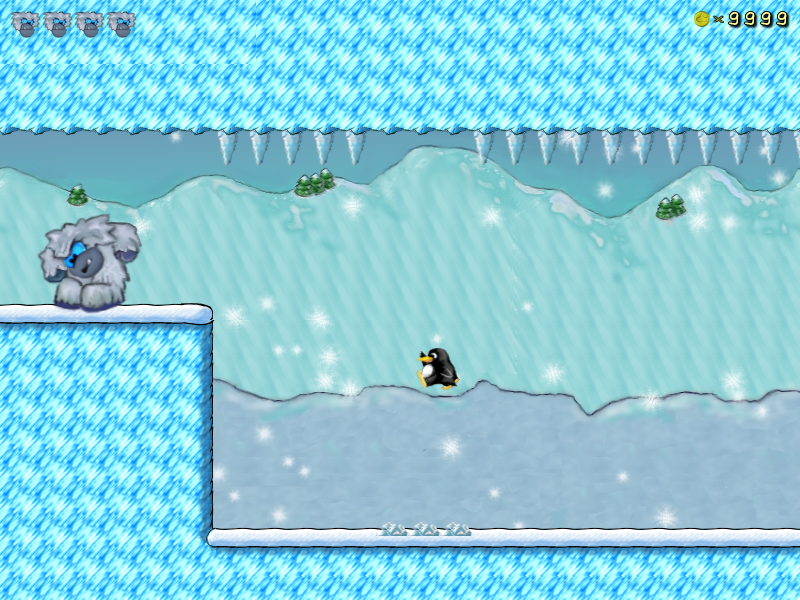
Lo Yeti, boss finale di SuperTux

Un boss è, nel mondo dei videogiochi, un avversario particolarmente difficile da sconfiggere, e di solito rappresenta l'avversario finale per finire il livello o l'intero gioco. In italiano è detto anche mostro finale, sebbene non sia sempre letteralmente un "mostro", oppure nemico di fine livello. I boss compaiono in innumerevoli videogiochi di ogni genere e hanno spesso l'aspetto di creature o veicoli enormi, che si possono sconfiggere solo utilizzando determinate tattiche.

## Storia
Il primo boss della storia videoludica è considerato il Golden Dragon (Drago d'oro) di dnd, gioco ispirato a Dungeons & Dragons creato da Gary Whisenhunt e Ray Wood nel 1974 per il sistema PLATO.
Astro Fighter, sparatutto della Data East uscito nel 1979, fu invece il primo videogioco arcade a presentare ogni quattro livelli un avversario alieno più forte di qualunque altra creatura affrontata in precedenza.

## I boss nella struttura del gioco
Molti videogiochi sono composti da livelli ben delimitati, che diventano sempre più difficili. I boss sono una conseguenza di questo tipo di struttura, essendo l'ultimo e più difficile nemico da sconfiggere. In ogni caso, anche nei giochi più omogenei è presente questo tipo di sfida e solitamente sono legati a elementi importanti della trama. I compositori delle colonne sonore videoludiche solitamente realizzano musiche caratteristiche per enfatizzare l'epicità della battaglia, come il celebre brano Dancing Mad di Final Fantasy VI.
Alcune volte sconfiggere un boss significa incontrarlo nuovamente in fasi avanzate di gioco come nemico comune. Ottimi esempi sono in Metroid Prime, Doom, Duke Nukem 3D e Dark Souls.
Nei giochi di ruolo i boss hanno lo scopo di verificare che il giocatore, prima di proseguire nell'avventura, abbia raggiunto un certo livello e possegga determinate abilità. In caso contrario è necessario ricorrere al farming, ovvero l'esplorazione ripetitiva del campo di gioco per guadagnare maggiore esperienza.
In alcuni giochi si possono incontrare più boss in uno stesso livello; il caso più frequente è quello dove vanno affrontati due boss, di cui il primo a metà livello e l'altro alla fine di esso.
In particolar modo nei giochi di genere souls-like l'obiettivo principale è quello di prepararsi e potenziare il proprio personaggio per riuscire ad affrontare un determinato boss (di solito molto ostico). 

## Caratteristiche

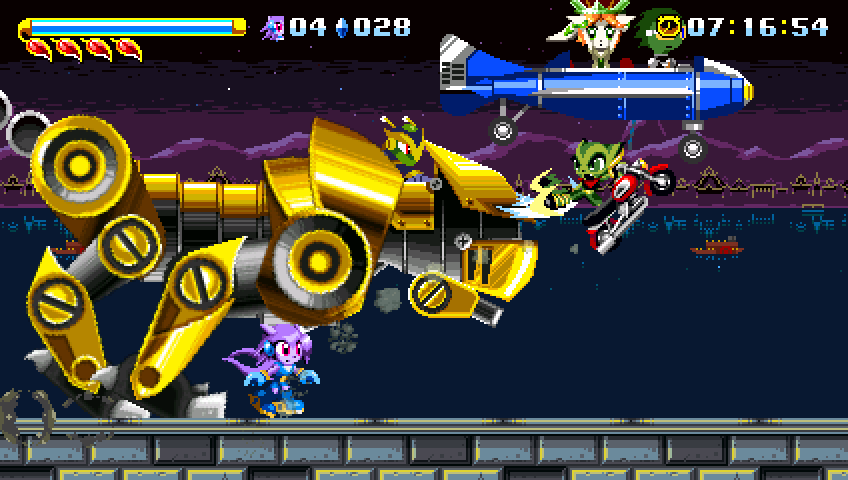
Un boss di Freedom Planet

I boss sono solitamente più grandi, forti, veloci e resistenti di tutti gli altri nemici incontrati durante l'avventura, e si tratta infatti di creature o apparecchiature straordinarie. Se il boss è un essere umano comune, i programmatori gli forniscono armi particolari in grado di causare un maggior danno rispetto agli altri nemici, una velocità elevata o lo posizionano dietro a barriere protettive dalle quali esce allo scoperto solo per brevi istanti.
In videogiochi complessi, come i giochi di ruolo, i boss sono noti per i loro devastanti attacchi e i punti ferita che possono infliggere. Solitamente dispongono di tecniche speciali e hanno la capacità di modificare lo stato del personaggio attraverso incantesimi e maledizioni, rendendosi allo stesso tempo immuni ad alcuni attacchi speciali del giocatore. Spesso i boss richiedono l'individuazione di una certa strategia per poter essere sconfitti. In Mortal Kombat: Deception, per esempio, il boss finale può essere indebolito distruggendo alcuni manufatti disposti all'interno dell'arena. In molti casi è possibile sconfiggere il boss soltanto colpendo il suo punto debole.
Nei picchiaduro a incontri, come Street Fighter II, il personaggio finale da affrontare è comunemente chiamato boss, per il semplice fatto che i programmatori lo hanno inserito al termine del gioco, e perché si tratta di un nemico molto più difficile da sconfiggere rispetto ai personaggi precedenti. Solitamente in questo tipo di giochi il boss non è un lottatore selezionabile, e a volte sconfiggerlo significa sbloccare numerose modalità di gioco, personaggi, vestiti e altre opzioni segrete a cui il giocatore non poteva accedere precedentemente.
In molti videogiochi i boss sono soggetti alla cosiddetta "furia": il nemico, dopo aver ricevuto un determinato numero di colpi, modifica le sue statistiche e sfodera nuovi attacchi (un esempio è la saga di Dark Souls, dove i combattimenti contro i boss sono divisi il più delle volte in due fasi; nella seconda il boss è soggetto alla “furia”). In alcuni giochi di ruolo i boss sono soliti lanciare un attacco devastante pochi attimi prima della loro sconfitta, come nel caso di Jenova∙SINTESI in Final Fantasy VII.

## Tipi

### Miniboss

Un miniboss di Broforce

Per miniboss si intende un boss più debole che si incontra prima dello scontro col boss vero e proprio. Certi miniboss sono una versione più potente di nemici regolari, come succede nella serie Kirby. Alcuni celebri personaggi possono spesso assumere il ruolo di miniboss, come Dark Link di The Legend of Zelda: Ocarina of Time, Vile di Mega Man X o Allen O'Neil di Metal Slug. Il concetto di miniboss è parodiato nella serie Disgaea, dove compare un personaggio chiamato Mid Boss.

### Boss opzionali
I boss opzionali, chiamati in vari modi come superboss, extra boss, bonus boss, sono avversari estremamente potenti che non devono necessariamente essere affrontati per completare il gioco, ma possono essere affrontati percorrendo particolari aree o svolgendo missioni secondarie. La saga di Final Fantasy, per esempio, ne contiene molti. Eccone alcuni:
- Omega Weapon - Final Fantasy VIII
- Drago Kaiser - Final Fantasy VI (edizione per Game Boy Advance)
- Yiazmat - Final Fantasy XII
- Omega - Molti titoli della serie
- Der Richter - Final Fantasy X
- Ozma - Final Fantasy IX

Nell'arcade Terra Force ben cinque boss tra i sei presenti sono opzionali (solo quello finale non lo è).

### Boss finale
Molti videogiochi presentano una battaglia decisiva contro il boss finale dell'intero gioco, il quale solitamente è l'antagonista principale della storia. Gli esempi più noti sono Ganondorf della serie The Legend of Zelda; Bowser della serie Mario; il Dottor Wily della saga di Mega Man; Kefka Palazzo e Sephiroth di Final Fantasy VI e Final Fantasy VII, rispettivamente; Big Boss di Metal Gear; e Albert Wesker di Resident Evil. Lo scontro con il boss finale del gioco si distingue rispetto ai precedenti combattimenti per una lunghezza o difficoltà maggiore, e per una musica maggiormente cupa o drammatica che accompagna lo scontro. Spesso il combattimento può essere suddiviso in varie fasi, come nel caso di Kefka.
Nell'arcade Xain'd Sleena il nemico finale è di fatto un boss opzionale, in quanto può essere facilmente aggirato dopo il suo ingresso in scena.

### Gimmick
Di solito negli action RPG viene definito come una gimmick un determinato boss le cui meccaniche si basano quasi esclusivamente sulla risoluzione di un determinato enigma e non sulla effettiva capacità o sull'equipaggiamento del giocatore. Questo termine viene di solito utilizzato nei souls-like, ma anche in The legend of Zelda e in Final Fantasy. Ne sono un esempio quasi tutti i boss di Ocarina of Time.